# Katiola flygplats
Katiola flygplats är en stängd flygplats vid staden Katiola i Elfenbenskusten. Den ligger i den centrala delen av landet, 150 km norr om huvudstaden Yamoussoukro. Katiola flygplats ligger 290 meter över havet. IATA-koden är KTC och ICAO-koden DIKL.